# Lilla Tvåtjärnen
Lilla Tvåtjärnen är en sjö i Norbergs kommun i Västmanland och ingår i Norrströms huvudavrinningsområde.